# ユダヤの女

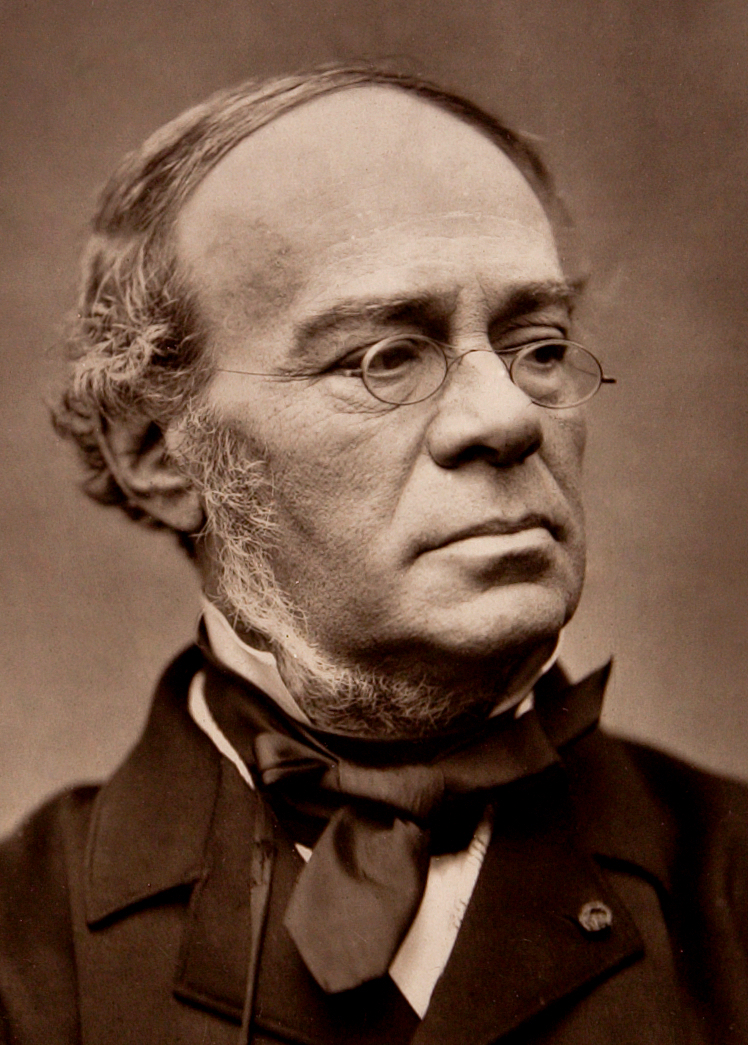
ジャック・アレヴィ（1860年 – 1862年）、エティエンヌ・カルジャによる

『ユダヤの女』（ユダヤのおんな、仏: La Juive）は、ジャック・アレヴィによる5幕のグランド・オペラで、ウジェーヌ・スクリーブのフランス語のリブレットに基づいている。初演はパリ・オペラ座（サル・ペルティエ）で1835年2月23日にフランソワ・アントワーヌ・アブネックの指揮、歌手は当代随一の大歌手たちであるアドルフ・ヌーリ（テノール）、ジュリー・ドリュ・グラとコルネリー・ファルコン（ソプラノ）、プロスペル・ルヴァスール（バス）らによって上演された。1831年のマイアベーアの『悪魔のロベール』の大成功に続くグランド・オペラの大作で、 1414年のコンスタンツ公会議を題材としている。

## リブレット

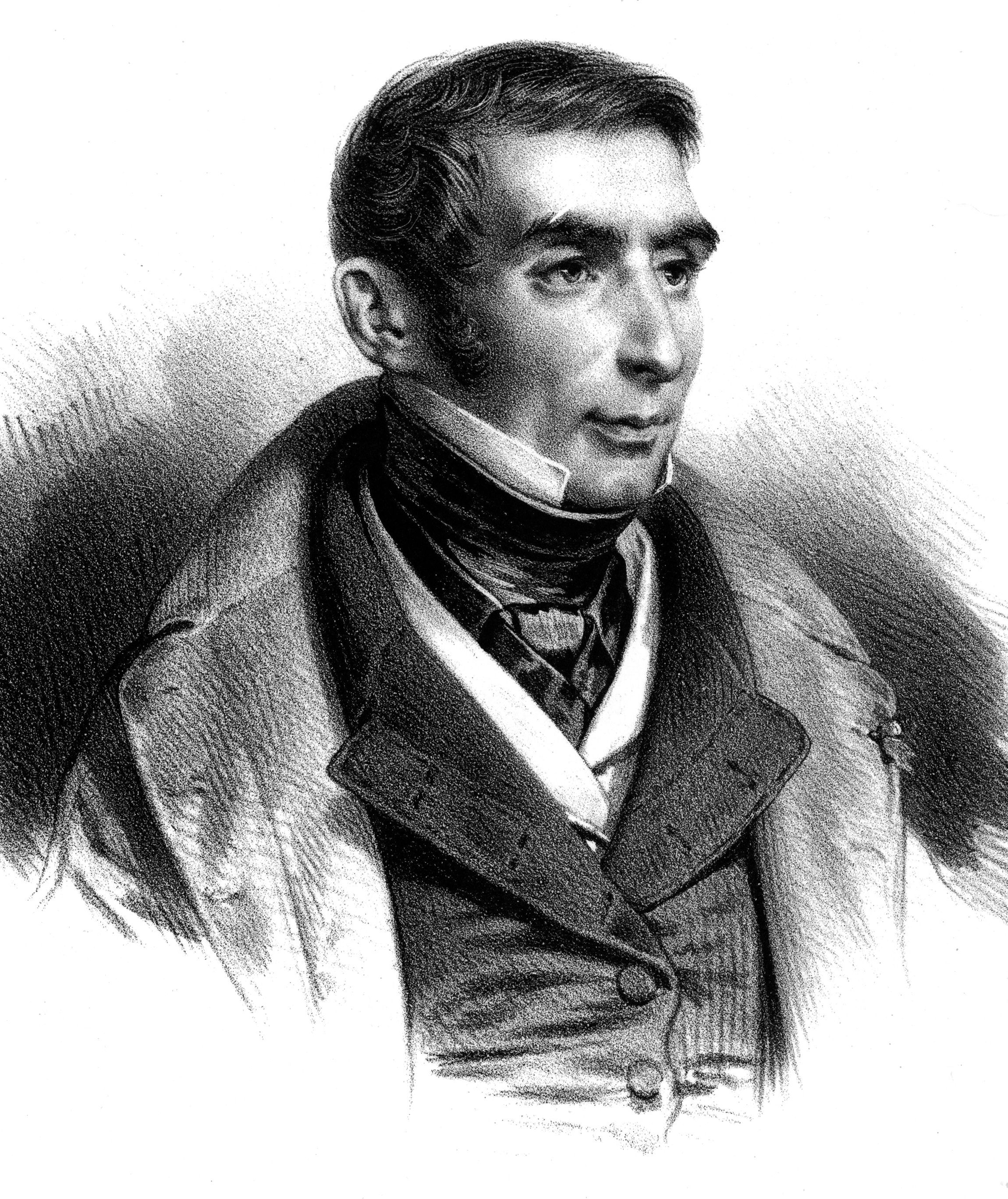
ベルナール・ロマン・ジュリアンによるスクリーブ

ウジェーヌ・スクリーブによるリブレットは作品を依頼したパリ・オペラ座が求めた、当時流行していた芸術的要求に応えるものであった。つまり、5幕仕立てで劇的な題材に基づき、強く歴史的な興味を惹きつけ、大合唱やバレエなどの多彩な特殊効果の中で豪華な演出が可能な作品であることである。
スクリーブはオベールが1827年に作曲した『ポルティチの唖娘』やジャコモ・マイアベーアの『ユグノー教徒』など数々のヒット作を生み出し続けた台本作家であり、19世紀のフランス・オペラ界の発展に大きく貢献した人物である。スクリーブは起伏に富んだドラマが展開するリブレットを提供している。
物語は思いがけない事実（つまり、ラシェルがエレアザールの娘ではなく枢機卿の娘であることや、その恋人はユダヤの職人ではなくキリスト教徒の皇太子だった、といったこと）によって構成されており、これらが暴露されるたびに場面は凍りつくような緊張感が走る。さらには、背景としてキリスト教徒とユダヤ教徒の対立が潜んでおり、エレアザールとキリスト教徒の間に宗教的狂信を作り出すことで劇的な緊張感が高められている。これに大規模な儀式や行進が加わり、見応えのある内容となっている。

## 音楽

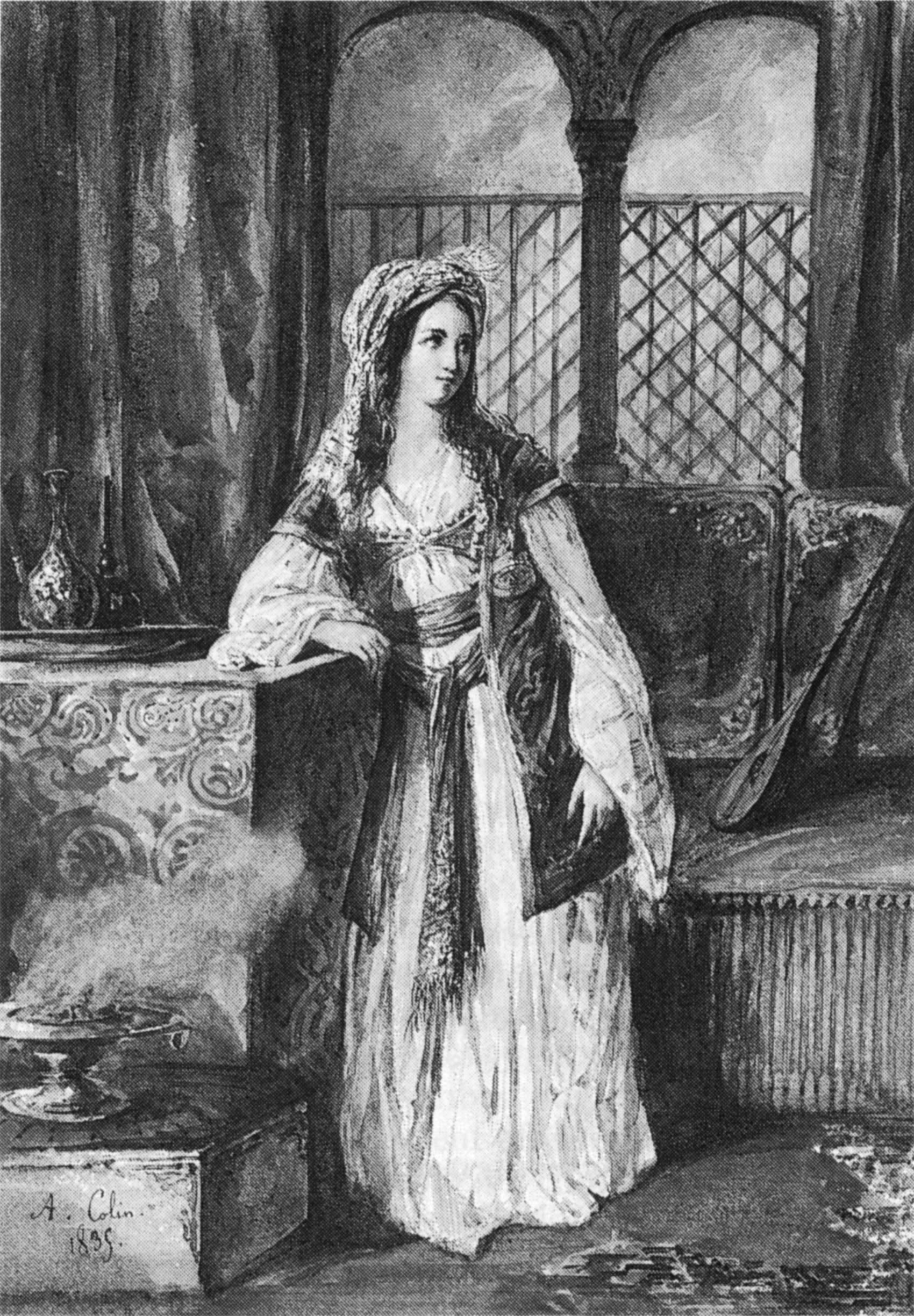
ラシェル役のコルネリー・ファルコン（1835年）、A・コランによる肖像画

音楽的にはエレアザールの役を演じたアドルフ・ヌーリのために特別に書かれた4幕でのアリア「ラシェルよ、主の恵みにより」が最も良く知られており、父親の役をバスではなくテノールの歌手に割り当てたことが、このオペラの独創性の一つとなっている。初演は第1幕でのステージ上のオルガン、膨大な脇役と従来にない精巧な装飾を含め、その贅沢さのために華やいだものとなったが、アレヴィのオーケストレーションは大胆であり、左手のピッチカートや金管楽器の半音階も駆使されている。新しいバルブ式トランペットが、いくつかの場面で見事な独奏を奏でる。第1幕の最後でラシェルの歌う「おお私の頼みにする神よ」の旋律はその一例である。第3幕のブロニによる弾劾の場面では、バルブ式トランペットとバルブ式ホルンが彼の暗い下降音階を強調している。アレヴィの旋律は絶望を伴う興奮した雰囲気（第4幕でのエレアザールとブロニの対立など）やレオポルドの第1幕のような陽気なセレナードなどを巧みに描き出している。
『ユダヤの女』を賞賛していたリヒャルト・ワーグナーは、1842年に『ラ・ルヴュ・エ・ガゼット・ミュジカル』誌で「アレヴィの真の適性が否定しようもないほどさまざまな証拠をもって明らかになったのは、『ユダヤの女』においてである。その適性とは、音楽が人間の本性のもっとも親密で深遠なところからわき出るままに、音楽を書くということである」と評している。ワーグナーは、1868年の『ニュルンベルクのマイスタージンガー』に、第1幕のオルガンの効果を利用している。また、鍛冶場でエレアザールがハンマーで金属を鍛錬する場面は、『マイスタージンガー』の中のハンス・ザックスの同様の場面に反映されている。 
管弦楽の大家であるエクトール・ベルリオーズは『ユダヤの女』をかつてないほど豊かで、独創的であると評価しており、1844年に著した『現代楽器法および管弦楽法大概論』に『ユダヤの女』からの使用例を3箇所（1:第1幕の導入部分、2:第4幕のエレアザールのアリアのリトルネッロ形式による管弦楽の部分がバルブ付きホルンが最初に用いられた例、3:第5幕の行進曲）を引用している。
ライプツィヒで『ユダヤの女』を指揮したグスタフ・マーラーは、友人のレーアに宛てた手紙の中で「私はこの素晴らしく、崇高な作品に完全に魅了された。このオペラはこれまで作曲された作品の中で最も偉大なオペラと位置づけられる。」と書いている。

## 初演後の推移
『ユダヤの女』はフランス風のグランド・オペラの中でも最も頻繁に上演された作品の一つである。『ユダヤの女』はジャコモ・マイアベーアの『ユグノー教徒』と比較し得るほどの国際的成功を享受することになったが、この大成功は数字が如実に物語っている。1934年までパリ・オペラ座で562回、ゲテ・リリック座で154回、トリアノン・リリック座で34回の上演が行われた。また、1875年1月8日のガルニエ宮のこけら落しにあたっても上演された。
『ユダヤの女』のアメリカの初演は1844年2月13日にニューオーリンズのテアトル・ドルレアンで行われた。『ユダヤの女』は花形テノールであったエンリコ・カルーソーのための活躍の場として1919年にニューヨークのメトロポリタン歌劇場で製作された。エレアザールはカルーソーが最後にレパートリーに加えた役であり、1921年の上演は彼の最後の舞台となった。『ユダヤの女』は1930年代までフランスおよび全世界で成功裏に上演され続けたが、1934年4月以降は2007年の甦演まで、パリでは上演されなかった。

## 近年のリバイバル
- 1999年のウィーン国立歌劇場（エレアザール：ニール・シコフ（英語版）、演出：ギュンター・クレーマー）での上演が好評だったのを皮切りに、21世紀に入るとグランド・オペラへの再評価と共に上演が増え始めた。
- 2003年にはメトロポリタン・オペラ（エレアザール：ニール・シコフ、演出：ギュンター・クレーマー）[3]
- 2005年はヴェネツィアのフェニーチェ歌劇場（エレアザール：ニール・シコフほか、演出：ギュンター・クレーマー）[4]
- 2006年にロンドンのロイヤル・オペラ・ハウスが、デニス・オニールとマリーナ・ポプラフスカヤをそれぞれエレアザールとラシェルの役に配し、バービカン・センターでのコンサート形式の公演を行った。
- 2007年にはパリ・オペラ座でもエレアザールをニール・シコフとクリス・メリットが歌い、ピエール・オーディの演出によって甦演が実現した。[5]
- 2007年はさらにチューリッヒ歌劇場の上演（エレアザール：ニール・シコフほか、演出：デイヴィット・パウントニー）で、舞台が15世紀からドレフュス事件の際中に反ユダヤ主義が横行する19世紀後半のフランスに変更されて上演された。
- 2008年はシュトゥットガルト州立劇場（エレアザール：クリス・メリット、演出：ヨッシ・ヴィーラーとセルジオ・モラビト）[6]
- 2009年はアムステルダムのネーデルランド・オペラ（エレアザール：デニス・オニール、演出：ピエール・オーディ）[7]
- 2010年はテルアビブのイスラエル歌劇場（エレアザール：ニール・シコフほか、演出：デイヴィット・パウントニー）。[8]
- 2013年5〜6月はドレスデンのゼンパー・オーパー（エレアザール：ジル・ラゴン、演出：ヨッシ・ヴィーラーとセルジオ・モラビト、指揮：トマーシュ・ネトピル）[9]　[10]
- 2014年4〜5月のヨーテボリ歌劇場（演出：ギュンター・クレーマー）[11]
- 2014年10月及び2015年10月のサンクトペテルブルクのミハイロフスキー劇場（エレアザール：ニール・シコフ、演出：アルノー・ベルナール）[12]
- 2015年3月：ウィーン国立歌劇場（エレアザール：ニール・シコフ、演出：ギュンター・クレーマー）　[13]
- 2015年2〜3月：ヴィリニュスのリトアニア国立歌劇場。（演出：ギュンター・クレーマー）[14]
- 2015年4〜5月：アントウェルペンとヘントでのフランドル・オペラによる上演。（エレアザール：ロベルト・サッカほか、演出：ペーター・コンヴィチュニー）　[15]
- 2015年5月：ニース、ニース歌劇場、ニース・フィルハーモニー管弦楽団およびニース歌劇場合唱団、演出：ガブリエーレ・レッヒ、指揮：フレデリック・シャスラン、 歌手：クリスティーナ・パサオイウ（ラシェル）、ルカ・ロンバルド（エレアザール）、トーマス・ポール（レオポルド）、エレーヌ・ル・コール（ユードクシー）、ロベルト・スカンディウッチ（ジアン・フランチェスコ・ブロニ）、ジャン・リュック・バレストラ（ルッジェーロ）ほか。[16]
- 2016年3月/4月：リヨン歌劇場、リヨン歌劇場管弦楽団および合唱団、演出：オリヴィエ・ピィ、指揮：ダニエーレ・ルスティオーニ、 歌手：ラシェル・ハルミッシュ（ラシェル）、ニコライ・シューコフ（エレアザール）、エネア・スカラ（レオポルド）、サビーナ・プエルトラス（ユードクシー）、ロベルト・スカンディウッチ（ジアン・フランチェスコ・ブロニ）、ヴァンサン・ル・テグジエ（ルッジェーロ）ほか。[17]
- 2016年1月から4月にかけて：ニュルンベルク・ニュルンベルク州立劇場、シュターツフィルハーモニー・ニュルンベルクおよびニュルンベルク州立劇場合唱団、演出：ガブリエーレ・レッヒ、指揮：グイド・ヨハネス・ラムスタット、 歌手：リア・ゴードン（ラシェル）、ルカ・ロンバルド（エレアザール）、バヌ・ビューケ（ユードクシー）、ウーヴェ・スティッカート（レオポルド）、ニコライ・カーノルスキー（ジアン・フランチェスコ・ブロニ）ほか。[18]

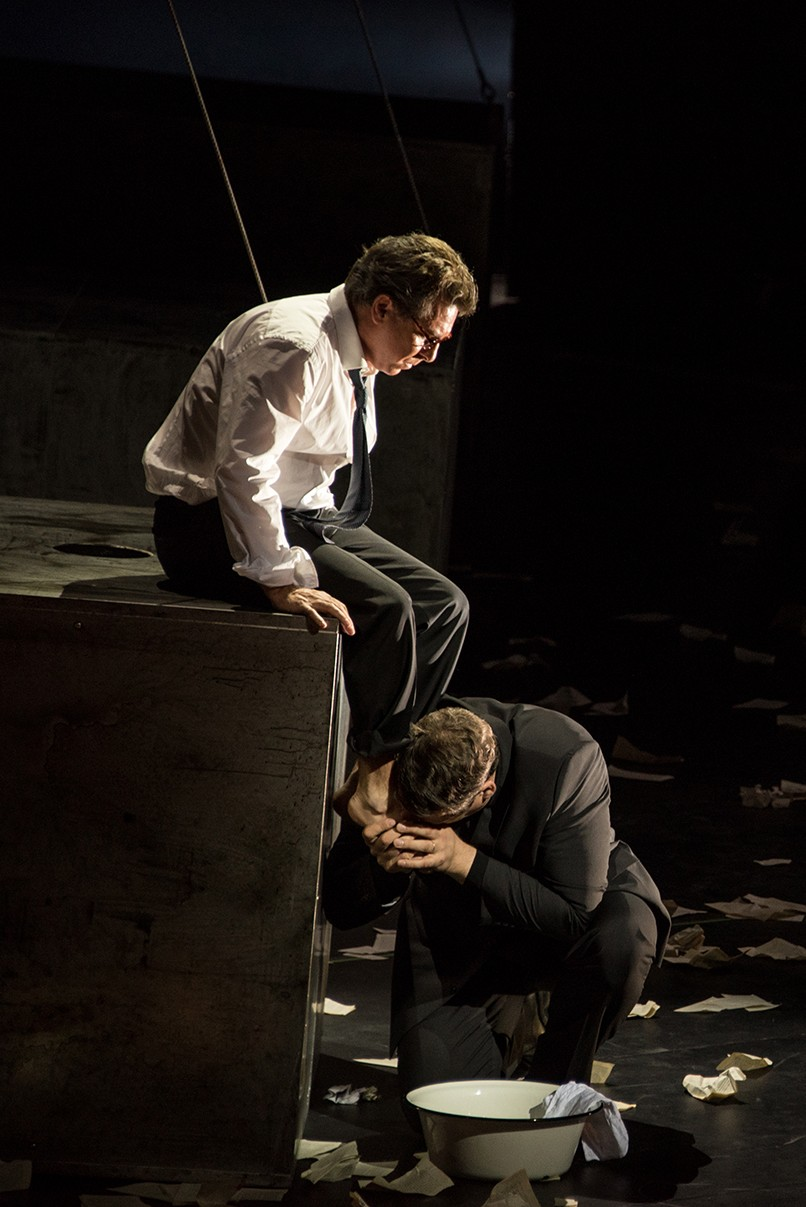
2016年のバイエルン国立歌劇場での上演、アラーニャとアイン・アンガー

- 2016年1月から7月にかけて：マンハイム、国民劇場、マンハイム国民劇場管弦楽団および合唱団、演出：ペーター・コンヴィチュニー、指揮：アロイス・セイドルマイヤー、歌手：アストリード・ケスラー/リュドミラ・スレプネヴァ（ラシェル）、ロイ・コルネリウス・スミス（エレアザール）、エステル･クルーガー/ヴェラ・ロッテ・ベッカー（ユードクシー）、ユーハン・トラッラ/ランダル・ビルズ（レオポルド）、ジョン･イン･エイシェン/　スン･ハ（ジアン・フランチェスコ・ブロニ）。　　[19]　[20]
- 2016年7月､10月：ミュンヘン、バイエルン国立歌劇場、バイエルン国立歌劇場管弦楽団および合唱団、演出：カリスト・ビエイト、指揮：ベルトラン・ド・ビリー、 歌手：アレクサンドラ・クルジャク（ラシェル）、 ロベルト・アラーニャ（エレアザール）、ジョン・オズボーン/エドガルド・ロチャ（レオポルド）、ヴェラ・ロッテ・ベッカー（ユードクシー）、アイン・アンガー（ジアン・フランチェスコ・ブロニ）、ヨハネス・カムラー（ルッジェーロ）ほか。[21][22][23]
- 2017年2月：ストラスブールとミュルーズ、ライン歌劇場、演出：ペーター・コンヴィチュニー、指揮：ジャック・ラコンブ、歌手：ラシェル・ハルミッシュ（ラシェル）、ロベルト・サッカ（エレアザール）ほか。[24]
- 2017年2月、ブラチスラバ ：スロヴァキア国立歌劇場、演出：ペーター・コンヴィチュニー、指揮：ロベルト・インドラ、歌手：アントン・ロシツキー（エレアザール）ほか。[25]

以上のように上演回数は増加しつつある。特筆すべきはニール・シコフがこの役を得意としており、牽引していると見られる。なお、上演時間の長さなどはバレエ・シーンをカットしたり、繰り返しや冗長な部分をカットすることなどで現実的な対応が各劇場の演出方針によりなされている。

## 登場人物
| 人物名                         | 声域     | 役                           | 初演時のキャスト (1835年2月23日) 指揮：フランソワ・アントワーヌ・アブネック |
| ------------------------------ | -------- | ---------------------------- | --------------------------------------------------------------------------- |
| エレアザール                   | テノール | ユダヤ人の金細工師           | アドルフ・ヌーリ                                                            |
| ラシェル                       | ソプラノ | エレアザールの娘             | コルネリー・ファルコン                                                      |
| レオポルド                     | テノール | 皇太子、ユードクシーの婚約者 | マルセラン・ラフォン                                                        |
| ユードクシー                   | ソプラノ | 皇帝の姪                     | ジュリー・ドリュ・グラ                                                      |
| ジアン・フランチェスコ・ブロニ | バス     | 枢機卿                       | ニコラ・プロスペル・ルヴァスール                                            |
| ルッジェーロ                   | バリトン | 市長                         | アンリ・ベルナール・ダバディ                                                |
| アルベール                     | バス     | 士官                         | アレクサンドル・プレヴォスト                                                |
| 伝令官                         | バリトン | 士官の一人                   | プロスペル・デリヴィ                                                        |
| ジギスムント                   | 黙役     | 神聖ローマ皇帝               |                                                                             |

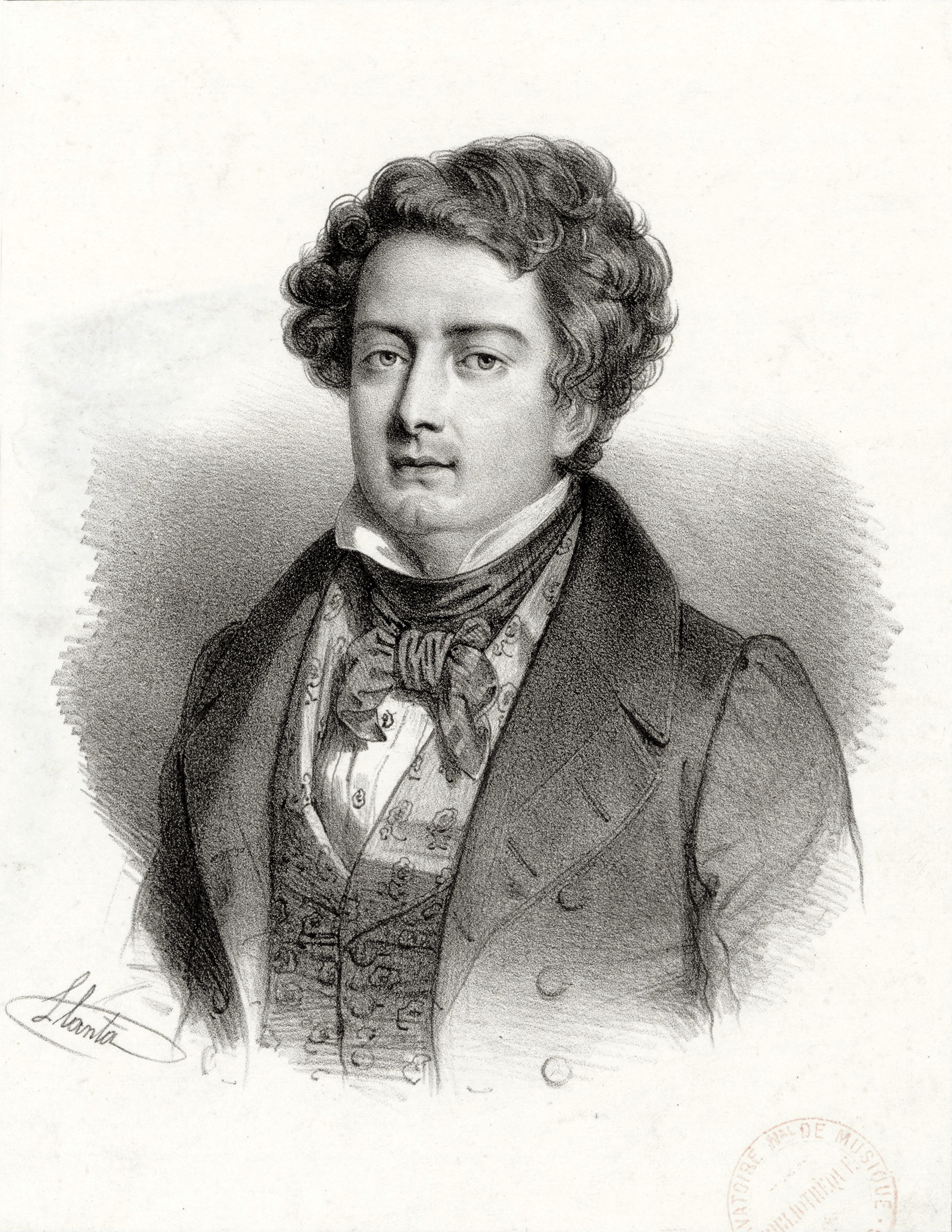
アドルフ・ヌーリ

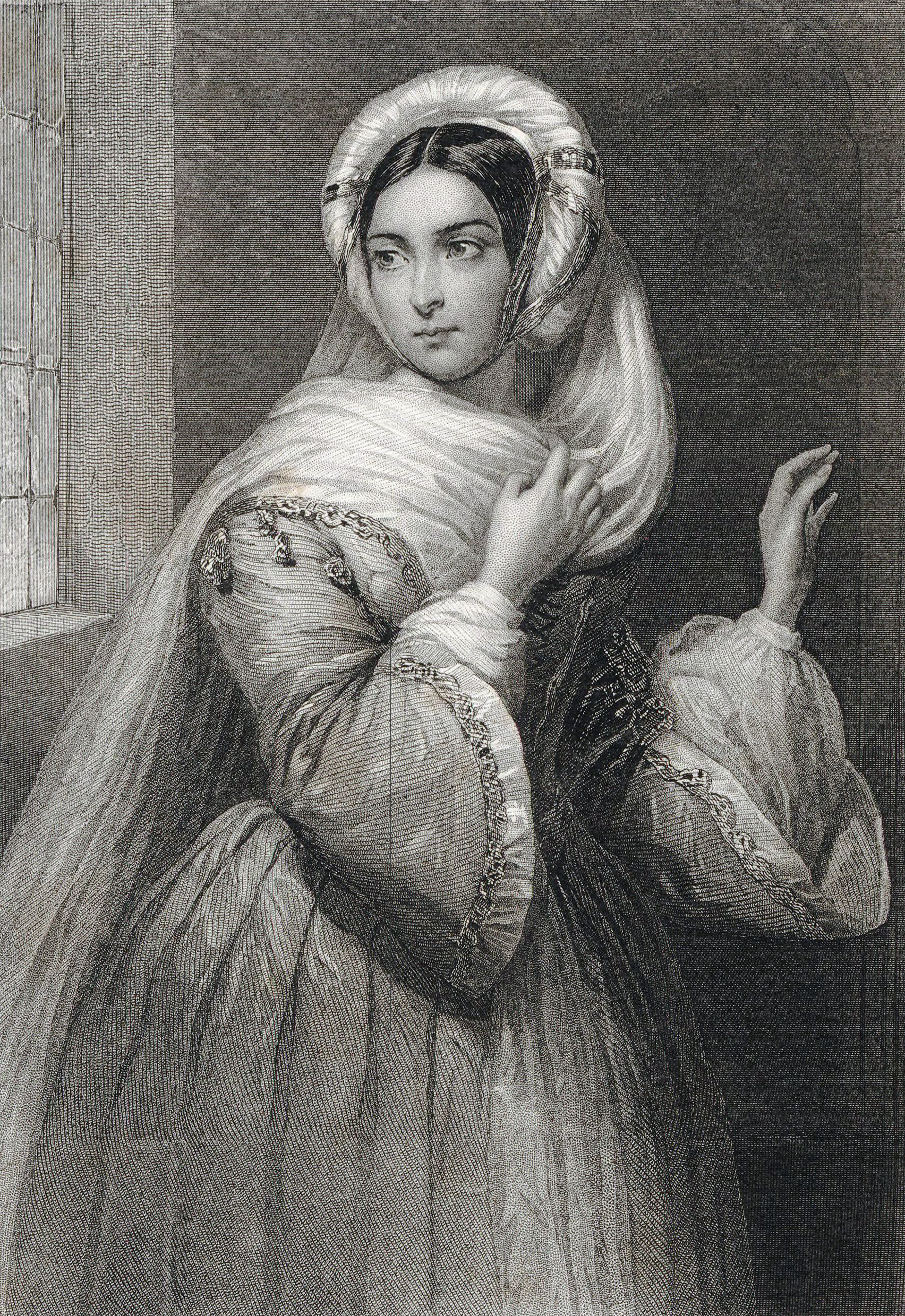
ラシェルを演じるコルネリー・ファルコン

- 合唱：カトリック教徒、兵士、市民、民衆など。
- バレエ団：必要、ただし省略する演出もある。

## あらすじ
- 場所：コンスタンツ
- 時代：1414年

### オペラが始まる前の背景
以下の背景となる事柄は、ドラマの過程において明らかにされていくが、オペラの第1幕の以前に起こった出来事の要約である。
ユダヤ人であるエレアザールは若い頃、イタリアのローマ近郊に住んでいたが、ブロニ伯爵によって異端者として彼の息子たちが非難され、処刑されるのを目撃した。エルアザル自身も追放され、スイスへの逃亡を余儀なくされた。
ブロニの留守中にナポリ人がローマを襲撃したが、ナポリ人はブロニの家族全員を殺そうと家に火をかけた。旅のさなかに、この惨劇に遭遇したエレアザールは燃え尽きた家の中に放棄され死にかけている赤子を見つけた。エレアザールはこの家がかつてローマにいたブロニ伯爵のものであることに気付かなかったが、後になって伯爵の家であることが判明したのだった。エレアザールは女の子を引き取り、彼女をラシェルと名前を付け、自身の娘として育て上げた。帰国した時、ブロニは廃墟となった家に家族の遺体を発見した。その後、彼は司祭となり、やがて枢機卿となり、皇帝の有力な側近の一人になっていたのだった。
オペラの冒頭、1414年においては、若い女性となったラシェルはコンスタンツの街で、彼女を養子にした父親エレアザールと暮らしている。神聖ローマ皇帝ジギスムントがフス派を破った戦いで王子レオポルドは頭角を表したのだった。対立教皇ヨハネス23世が招集したコンスタンツ公会議が、教会の問題を解決するために開催されている。ヨハネス23世は歴史上の人物であったが、枢機卿ジアン・フランチェスコ・ブロニによって表現されている。しかし、オペラの物語の中では彼の物語の部分は、完全に架空のものである。

### 第1幕
1414年のコンスタンツの街の広場

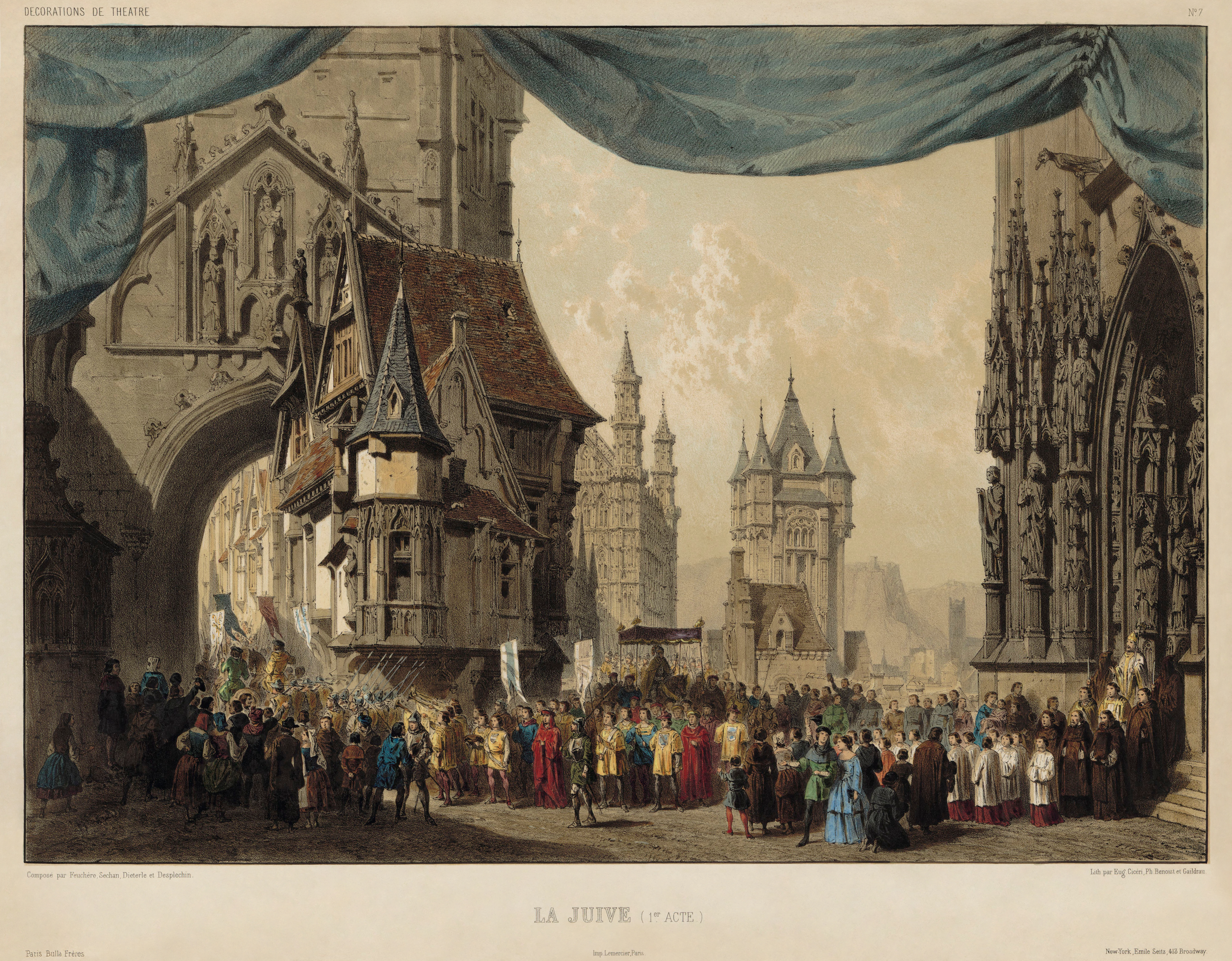
1835年の初演時のシュルル・セシャン、レオン・フュシェール、ジュール・ディテルル及びエドゥアール・デスプレシャンによるデザイン

群衆が教会での祭りに祈りを捧げる中、賛歌の「テ・デウム」が聞こえてくる。祝日にも係わらず、金細工師のエレアザールは作業をしている。そのため、群衆は彼を非難する。そこにレオポルド王子が大きなマントで顔を覆い現れ、金細工師の店を覗く。彼の後をつけて来た忠実な家臣のアルベールはその男がレオポルド王子であることを確認して驚く。今夜、皇帝ジギスムントがこの町を訪れ、レオポルド王子がフス教徒を打ち倒したことを感謝しようという日にお忍びで街に出ているとはと呆れる。レオポルドは人に気付かれてはまずいと言い、二人は立ち去る。司祭のルッジェーロが現れ、皇帝の行事と宗教会議の開催を伝令に伝えさせる。その時、金細工師の店から金槌の音が聞こえてくるので、この聖なる日に仕事をしている不届き者は誰かと店に踏み込む。すると、エレアザールが我こそはイスラエルの末裔であると豪語し反抗するので、民衆共々怒りを露わにし、彼と娘のラシェルに死刑を宣告してしまう。そこに今回の宗教会議の議長に選出されたブロニが現れ、一体何事かと問う。ブロニが初めて会う人物ではないなと呟くと、エレアザールはかつてローマで追放の憂き目に会わされた敵としてブロニを認識する。しかし、ブロニはエレアザールの反抗的な態度に極めて寛容で、彼を許すよう指示して場は収まる。そして、ブロニは祈りのアリア「頑なな心と復讐心が、Si la regueure et la vingeance」を歌う。誰もいなくなると、レオポルド王子が若いユダヤ人の作家サミュエルとして変装して到着する。ラシェルはサミュエルと愛し合っているが、彼の本当の身元を何も知らない。ラシェルはサミュエルに「今夜は過越祭があるから、家に来て」と言い立ち去る。人々が集まりワルツが踊られる。遠くから大行列が来るので、ラシェルとサミュエルも教会に階段の上に立って、行列を見ようとする。するとルッジェーロがユダヤ人に教会が汚されたと叫ぶと、民衆は二人を湖に投げ込めと騒ぐ。レオポルドはラシェルの傍らで剣を抜いてラシェルを護る。アルベールは彼を逮捕するよう命じるが、すぐにレオポルド王子であることに気付き、命令を撤回する。ラシェルはレオポルドが何者なのか訝るが、群衆が近づき全てはかき消される。第1幕は壮大な凱旋の行進で終了する。
現地の法律に基づき、ユダヤ人に対する偏見を反映して、ユダヤ人とキリスト教徒が性的関係を持っている場合、そのキリスト教徒は破門され、ユダヤ人は殺される。レオポルドはこの時点で彼は既に王女ユードクシーと結婚しており、この事には大きな危険が潜んでいるのだった。

### 第2幕
エレアザールの家の中
ラシェルはエレアザールの家の過越祭をお祝いするために「サミュエル」を招待している。エレアザールと他のユダヤ人は過越の祈りを歌っていると、サミュエルは佇んでいる。彼女はサミュエルが彼女に与えられた種なしパンを食べずに人目に付かぬように捨てていることに気づき、ラシェルは不安になる。サミュエルは彼女に彼の本当の身元、つまりキリスト教徒であることを彼女に明かす。ラシェルはぞっとして、そのような関係がもたらす恐ろしい結果を想起する。王女ユードクシーは彼女の夫のためのプレゼントとして貴重な宝石をエレアザールに注文するために入ってくる。サミュエル（王子レオポルド）は隠れる。
ユードクシーが去った後、レオポルドは彼とラシェルを奪うことを約束する。彼女は父親を棄てることを心配し抵抗する。ラシェルはレオポルドの誘いに屈しようとしていると、エレアザールがレオポルドの目の前に現れ、レオポルドを呪う。

### 第3幕
第1場　ユードクシーの居間

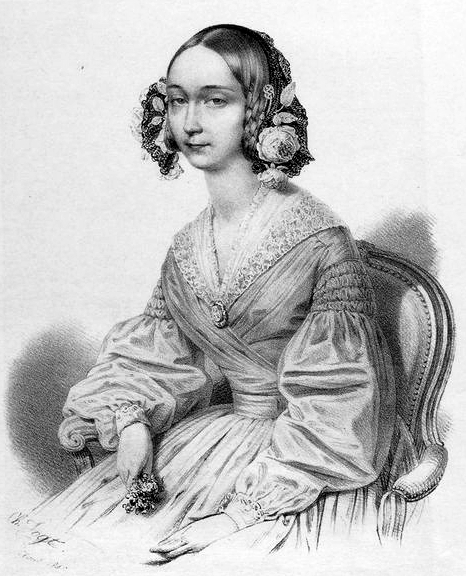
ジュリー・ドリュ・グラのリトグラフ

ユードクシーがレオポルドとの愛を夢見ていると一人の廷臣が若い娘が謁見を求めていると告げる。昨夜、サミュエルを追ってきて宮殿に彼が入ったのを見届けたラシェルが現れ、今日一日召使いとして使って欲しいと懇願する。理由は後で必ず説明すると説得する。ユードクシーは不吉な予感を感じるが、それを認め下がらせる。そこに、レオポルドが現れるが、落ち着かない様子なので、ユードクシーが彼を勇気付けるためにアリア「我が愛しい殿、Mon doux seigneur !」を歌う。レオポルドが全てを告白して、彼女に許しを乞おうとしたところで、祝典のラッパが響き渡ってしまう。
第2場　祝典用の準備がなされた城の壮大な庭園
皇帝の宮殿ではレオポルドのフス教徒に対する勝利記念の祝賀会が始まろうとしている。人々が入場しバレエのシーンとなる。エレアザールがラシェルと共に王女ユードクシーに注文された銘入りの金の首飾りを納品するために宮殿に到着する。ユードクシーが首飾りをレオポルドに掛け、我が夫という。その時、ラシェルはそれをひったくって王女に戻すとこの男は王女の夫たる資格は無いと言い、衆の前で洗いざらい「サミュエル」としてレオポルド公その人がユダヤ人女性である自分と関係を持ったと事実を公表し、ラシェル自身も共犯として死ぬことになるだろうと言う。ブロニ枢機卿は即刻レオポルドを破門する。レオポルドはユダヤ人の女性を愛したことで死罪となり、ブロニ枢機卿はこの法律の正当性を疑ったエレアザールも弾劾し、3人を裁判に引き立てるように命令する。

### 第4幕
宗教裁判所の前のゴシック調の部屋
ユードクシーがラシェルへの面会を求めにやってくる。王女はラシェルにレオポルドの命を救って欲しいと懇願する。ラシェルは最初は頑なに拒否するが、ユードクシーの熱意に気持ちが動かされ、レオポルドを救うことに同意する。そして、ブロニにレオポルドとの関係は無かったと虚偽の証言をする。ブロニはそれでレオポルドは助かってもラシェルは助からないぞとくぎを刺すが、ラシェルはそれが望みだと言い、牢獄へ返される。一人残ったブロニはあの若さで死ぬのは不憫だと思い、救ってやる道は無いかと悩み、エレアザールを呼び父と娘で一緒に改宗するよう勧めるが、神を裏切るようなことは断じて出来ないと拒絶する。そして、殉教する前にキリスト教徒であるブロニに復讐するのだと言う。ブロニの妻がころされた時に、娘は殺されておらず、あるユダヤ教徒が娘を救ったため、彼女は今も生きているのだ、しかし、エレアザールを処刑することでブロニは永遠にそのユダヤ教徒が誰か知ることが出来なくなり、娘にも二度と会うことは叶わなくなると言う。どんなにブロニが懇願してもエレアザールは口を割らない。ブロニが落胆して立ち去ると、エレアザールは静かにアリア「ラシェルよ、主の恵みにより、Rachel quand du Seigneur 」を歌う。エレアザールはラシェルが余りにも不憫なので、身分を明かし助けてやること考えるが、その時、外からキリスト教徒のユダヤ教徒を殺せという叫び声が聞こえてきたので、キリスト教徒の余りの残酷さにラシェルを助けることを翻意するのだった。

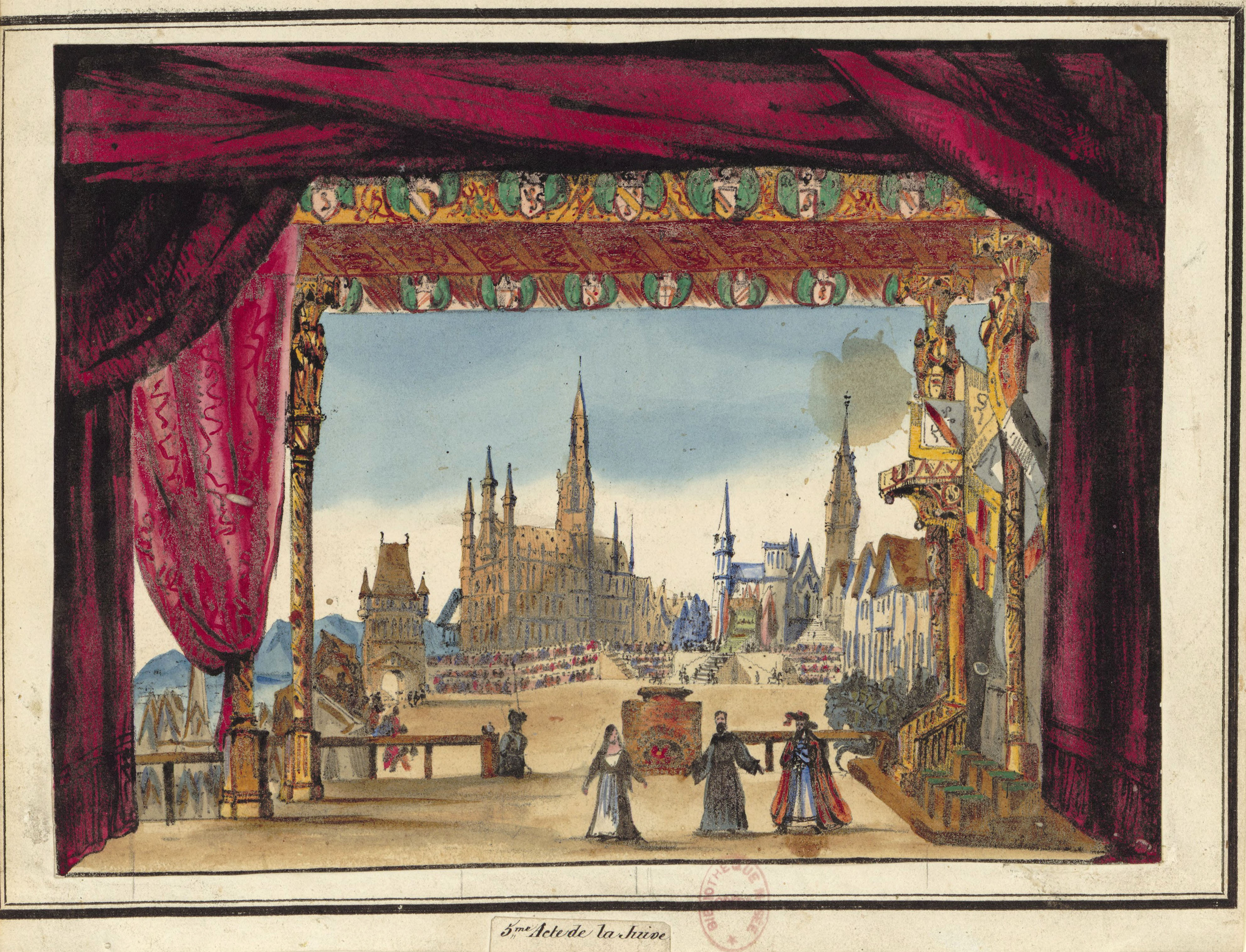
1835年の初演時のオリジナル・デザイン

### 第5幕
油を煮えたぎらせた大釜のある処刑場
民衆は釜茹での刑を見ようと集まってくるが、ルッジェーロによって死刑を宣告されたのはエレアザールとラシェルだった。レオポルドが死罪を免れた旨も宣告される。ラシェルは前日の証言が虚偽だったことを改めて証言する。死刑執行の直前にエレアザールは娘に改めてキリスト教徒に改宗して生きろと勧める。しかし、ラシェルは神を裏切って父無しで生き延びよというのですか、と言い拒否する。ブロニが現れ、エレアザールにユダヤ教徒が救った娘はどこにいるのだと問い詰める。エレアザールは大釜に投げ込まれたラシェルを指さして、あそこだ ！と言って自分も大釜に向かう。ブロニは絶望して跪く。

## 楽器編成
- 木管楽器:､ フルート2（ピッコロ1持ち替え）、オーボエ2（イングリッシュホルン 1持ち替え）、クラリネット2、バスーン2
- 金管楽器:ホルン4、コルネット2、トランペット2、 トロンボーン3、オフィクレイド1
- 打楽器:ティンパニ2、大太鼓、トライアングル、シンバル、 鐘
- オルガン 、ハープ1
- 弦五部。

## 演奏時間
序曲:10分､第1幕:　約50分、第2幕：約45分、第3幕：約45分、第4幕：約40分、第5幕：約20分

## 録音・録画
| 指揮者                     | 管弦楽団・合唱団                                      | 歌手 | 録音年 | レーベル                             | 備考                                   |
| -------------------------- | ----------------------------------------------------- | --- | ------ | ------------------------------------ | -------------------------------------- |
| アントン・グァダーニョ     | コヴェント・ガーデン 王立歌劇場管弦楽団 合唱団        | リチャード・タッカー 林康子、 ミシェール・ル・ブリ、 デイヴィッド・グウェイン、 ジュアン・サバテ           | 1973   | Opéra d Oro                          | ライブ録音、 カット有り                |
| アントニオ・デ・アルメイダ | ニュー・フィルハーモニア管弦楽団 アンブロジアン合唱団 | リチャード・タッカー マーティナ・アーロヨ、 アンナ・モッフォ、 ボナルド・ジアイオッティ、 －               | 1974   | Sony Classical                       | スタジオ録音 ハイライト                |
| アントニオ・デ・アルメイダ | フィルハーモニア管弦楽団 アンブロジアン合唱団         | ホセ・カレーラス ユリア・ヴァラディ、 ジューン・アンダーソン、 フェルッチョ・フルラネット、 ルネ・シレール | 1986   | Philips                              | スタジオ全曲録音                       |
| シモーネ・ヤング           | ウィーン国立歌劇場管弦楽団 ウィーン国立歌劇場合唱団   | ニール・シコフ、 ソイル･イソコスキー、 レジーナ・シェルク、 アラステア･マイルズ、 ゾラン・トドロヴィッチ   | 1998   | RCA                                  | ライブ録音                             |
| ヴィエコスラフ・スーテイ   | ウィーン国立歌劇場管弦楽団 ウィーン国立歌劇場合唱団   | ニール・シコフ、 クラッシミラ・ストヤノヴァ、 シミーナ・イヴァン、 ワルター・フィンク、 ジエンイー・ジャン | 2003   | ユニバーサル ミュージック クラシック | ギュンター・ クレーマー演出 による録画 |

## 関連作品
- フランツ・リスト:『《ユダヤの女》の回想 - アレヴィの歌劇のモチーフによる華麗なる幻想曲 S.409a』（Reminiscences de La juive - Fantaisie brillante sur des motifs de l'opera de Halevy, S. 409a）